# 六倍利
六倍利（学名：Lobelia erinus）为桔梗科半边莲屬下的一个种。

## 扩展阅读
- 維基物種上的相關：六倍利